# غرينفيل ميلينغتون
غرينفيل ميلينغتون (بالإنجليزية: Grenville Millington) هو مدرب كرة قدم ولاعب كرة قدم بريطاني في مركز حراسة المرمى، ولد في 10 ديسمبر 1951 في كوينزفري ‏ في المملكة المتحدة. لعب مع نادي تشستر سيتي ونادي ريكسهام ونادي ريل ونادي ويتون ألبيون.